# Genicanthus
Genicanthus es un género de peces marinos de la familia Pomacanthidae.

## Especies
- Genicanthus bellus (Randall, 1975).
- Genicanthus caudovittatus (Günther, 1860).
- Genicanthus lamarck (Lacépède, 1802).
- Genicanthus melanospilos (Bleeker, 1857).
- Genicanthus personatus (Randall, 1975).
- Genicanthus semicinctus (Waite, 1900).
- Genicanthus semifasciatus (Kamohara, 1934).
- Genicanthus spinus (Randall, 1975).
- Genicanthus takeuchii (Pyle, 1997).
- Genicanthus watanabei (Yasuda & Tominaga, 1970).